# Іван Анушич
Іван Анушич (хорв. Ivan Anušić; нар. 13 жовтня 1973, Осієк) — хорватський політик, урядовець, міністр оборони Хорватії та віцепрем'єр-міністр у другому та третьому уряді Андрея Пленковича.

## Життєпис
Народився 13 жовтня 1973 року в Осієку. Вищу освіту здобув на кінезіологічному факультеті Загребського університету.
У 2002—2005 роках працював головою і тренером клубу кікбоксингу в Антуноваці. З 2005 до 2017 року був головою громади Антуноваць в Осієцько-Баранській жупанії, а з 2017 року очолив саму жупанію. На місцевих виборах 2021 року у першому турі переобраний жупаном на другий строк. За час перебування на цій посаді започаткував і втілив у життя низку капітальних інфраструктурних проєктів, роблячи значний політичний акцент на зміцненні співпраці та допомоги зарубіжним хорватам, особливо хорватам у Воєводині, Боснії і Герцеговині та Чорногорії.
У жовтні 2023 року очолив офіційну делегацію Осієцько-Баранської жупанії, яка з робочим візитом відвідала Вінницьку область, де на зустрічі з керівництвом обласної військової адміністрації поділився досвідом роботи з ветеранами у Хорватії у плані їх адаптації до цивільного життя.
Після того, як міністр оборони Маріо Баножич 11 листопада 2023 року спричинив ДТП зі смертельним наслідком, через що його 13 листопада офіційно звільнили з посади, прем'єр-міністр Андрей Пленкович запропонував очолити міністерство оборони Іванові Анушичу, висунувши одночасно його і на пост віцепрем'єра. Кандидатуру Анушича одноголосно підтримали на найвищому партійному рівні в Хорватській демократичній співдружності, а також партнери по урядовій коаліції. Сам Анушич відразу прийняв пропозицію і з готовністю з'явився на слухання у профільному парламентському комітеті. Днем пізніше його кандидатуру затвердили депутати на пленарному засіданні парламенту. За це проголосували 77 голосами, тоді як проти були 55 парламентарів.

### Військова діяльність
У березні 1991 року, у віці 17 років, навчаючись у третьому класі середньої школи, покинув її, щоб приєднатися до добровольчих загонів, які захищали батьківщину у війні за незалежність. З червня 1991 року із заснуванням 106-ї бригади Національної гвардії Хорватії ввійшов до її складу неповнолітнім добровольцем. Був також бійцем 130-ї бригади Національної гвардії. З 1991 по 1995 рік пройшов численні фронти війни в Хорватії та в Боснії і Герцеговині. Брав участь у бойових діях від Східної Славонії до району Дубровника, де в серпні 1992 року долучився до визволення околиць Дубровника під командуванням генерала Янка Бобетка. Був учасником операції «Маслениця», а в серпні 1993 року провів місяць на території Боснії і Герцеговини. З 1993 по 1995 рік у складі спеціальної поліції МВС брав участь в операціях на Велебіті, а також із цим самим підрозділом був учасником операції «Блискавка» і визволення Західної Славонії. Удостоєний пам'ятної медалі Вітчизняної війни та нагород за участь в операції «Блискавка», а також низки подяк і відзнак. Служив також у військовій поліції та 3-й гвардійській бригаді хорватської армії. З останньої 2001 року звільнився в запас. 

### Політична діяльність
У хорватській політиці з 1993 року. У 2011 році вступив у Хорватську демократичну співдружність (ХДС), а в березні 2014 року обраний головою окружного комітету цієї партії в Осієцько-Баранській жупанії. Через два роки його одноголосно обрали на цю саму посаду на чергових звітно-виборних зборах Осієцько-Баранського окружкому ХДС. 2020 року обраний заступником голови ХДС.

### Парламентська робота
Вперше обраний депутатом хорватського парламенту наприкінці 2015 року (8-ме скликання), тоді ж обіймав посаду заступника голови Національної ради з контролю за виконанням антикорупційної стратегії, був членом комітету з питань сільського господарства і членом Комітету з регіонального розвитку та фондів ЄС. Був також депутатом 9-го скликання (14.10.2016—22.7.2020), обіймаючи в парламенті посаду голови комітету ветеранів війни та члена комітету з питань оборони. Після обрання жупаном Осієцько-Баранської жупанії в 2017 році подав заяву на призупинення дії депутатських повноважень. Обраний і депутатом 10-го скликання парламенту, але призупинив свій мандат.
Висував низку депутатських ініціатив, зокрема про зміну статистичних регіонів, зміну Закону про воду в сегменті експлуатації гравію та піску, зміну правових норм у сфері розподілу деревини, та ряд інших корисних широкому загалу ініціатив.

### Особисте життя
Одружений, батько чотирьох дітей.